# Francis Charhon
Pour les articles homonymes, voir Charhon.
Francis Charhon, né le 30 août 1946 à Boulogne-Billancourt, est un médecin-anesthésiste français. Il est l'ancien directeur général de la Fondation de France ainsi que l’initiateur du Centre français des fondations.

## Formation
Francis Charhon étudie au collège du Montcel à Jouy-en-Josas avant d’obtenir son baccalauréat scientifique au lycée Jean-Baptiste-Say. Il intègre ensuite la Faculté de médecine de Paris au sein de laquelle il obtient le diplôme de docteur en médecine en 1973. Il se spécialise en passant le certificat d’études spéciales en anesthésie-réanimation[réf. souhaitée].

## Carrière
Francis Charhon commence sa carrière en 1975 à l’hôpital de Poissy en tant qu’anesthésiste-réanimateur. En 1980, il quitte son poste en médecine hospitalière pour prendre la présidence de Médecins sans frontières en pleine guerre d’Afghanistan.  En 1982, après deux années de présidence, il en est nommé directeur général et exercera ce poste jusqu’en 1991.
Au-delà de ses fonctions au sein de Médecins sans frontières, il crée en 1986 le Centre de recherche en épidémiologie et santé internationale (Epicentre) duquel il deviendra président d’honneur à partir de 1990[réf. souhaitée].
De 1992 à 2016 il est directeur général de la Fondation de France, une fondation privée reconnue d’utilité publique qui soutient depuis 1969 l’aide aux personnes vulnérables, le développement de la connaissance, l’environnement et  le développement de la philanthropie. Il crée et préside depuis 2000, son bureau new-yorkais Friends of Fondation de France[réf. souhaitée].
Initiateur du Centre français des fondations en 2002, il en est le président jusqu'en 2015[réf. souhaitée].
Francis Charhon participe à la mise en place d’un statut européen des fondations au travers du Centre européen des fondations où il exerce successivement les fonctions de président (1996-1998), vice-président (1998-2000), administrateur (1993-2011) et président (depuis 2011) du groupe « Statut européen » à Bruxelles[réf. souhaitée].

## Activités annexes
- Créateur en 1988 de la fondation Médecins sans frontières, qui attribue chaque année des bourses d’études destinées à la formation de ses volontaires[réf. souhaitée].
- Vice-président, de 1993 à 2007, du Comité de la Charte[réf. souhaitée].
- Créateur et vice-président, depuis 1996, du syndicat des organisations faisant appel à la générosité du public : France Générosités[réf. souhaitée].
- Membre, depuis 2010, du Conseil économique, social et environnemental (CESE) au sein du groupe des associations et à la section des affaires européennes et internationales[3].
- Membre, de 2008 à 2011, du Bureau du Conseil national de la vie associative[réf. souhaitée].
- Membre, depuis 2011, du Mission interministérielle de vigilance et de lutte contre les dérives sectaires (Miviludes)[réf. souhaitée].
- Membre, depuis 2017, du Comité du Label IDEAS[réf. souhaitée].
- Membre et coprésident du Club Mc-Luhan[4].
- Rédacteur et fondateur du blog Chroniques philanthropiques[5]

## Distinctions
- Officier de l'Ordre de la Légion d'honneur[6]
- Chevalier de l'Ordre national du Mérite
- Chevalier de l'Ordre des Arts et des Lettres
- EFC Philanthropy Compass Prize[réf. souhaitée]

## Publications
- L'économie du don et la philanthropie aux États-Unis et en France avec Pierre Buhler et Paul C. Light, IFRI, 2003
- Fondations - Fonds de dotation: constitution, gestion, évolution avec Isabelle Combes, Juris Édition, 2011
- La philanthropie, des entrepreneurs de solidarité, Fondapol, 2012
- Les ONG face aux défis du développement, comment renforcer les ONG françaises?, Éditions des Journaux Officiels, 2013
- Vive la philanthropie, Le cherche midi, 2016
- L'engagement social pour les Nuls, Francis Charhon et Marjolaine Koch et Thierry Brunel, Pour les Nuls, 2018